# Frontière linguistique mosellane

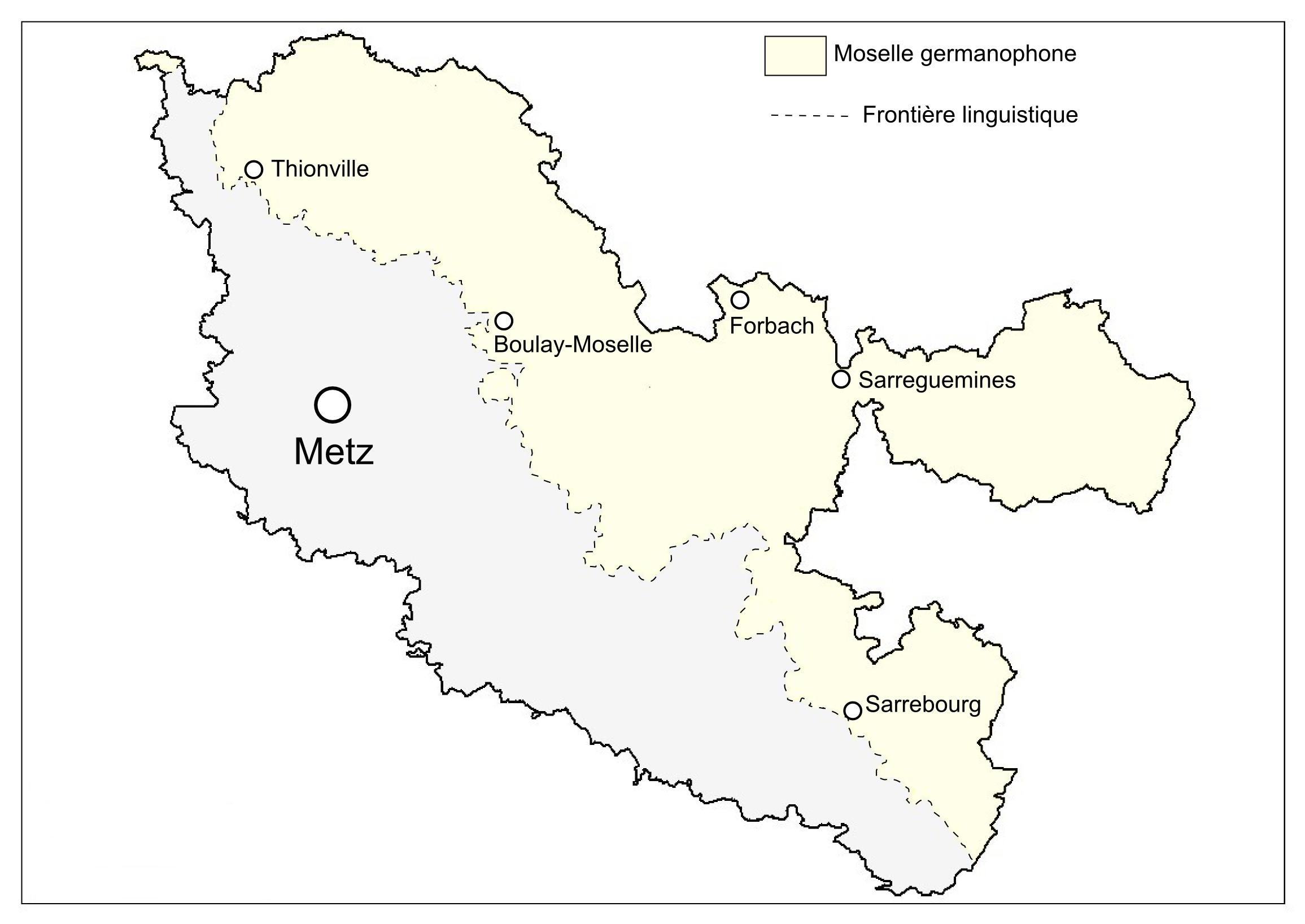
La frontière linguistique entre la Moselle germanophone (blanc cassé) et la Moselle romanophone (gris).

La frontière linguistique mosellane est une frontière linguistique qui divise le département français de la Moselle en deux régions linguistiques : la Moselle romanophone d'un côté et la Moselle germanophone de l'autre, sachant que ces deux territoires sont de taille à peu près égale au milieu du XXe siècle. Le nord-est de l'arrondissement de Briey, historiquement germanophone, est également concerné par cette limite linguistique.
Le tracé de la frontière entre ces deux régions reste assez stable au cours des siècles jusqu'à la guerre de Trente Ans en 1618. À la fin du XIXe siècle, il suit approximativement une ligne rejoignant les communes germanophones de Volmerange-les-Mines (nord-ouest) et Walscheid (sud-est). La frontière se prolonge à l'Ouest en Lorraine belge, séparant la Gaume et le pays d'Arlon, ainsi qu'à l'Est dans les Vosges où elle devient la frontière linguistique alsacienne.

## Géographie linguistique

Les dialectes du département de la Moselle.

La frontière linguistique mosellane sépare le département de la Moselle en deux régions linguistiques qui sont de taille à peu près égale au milieu du XXe siècle :
- La Moselle romanophone[N 2], dans laquelle on parle le lorrain, un ensemble de dialectes romans rattachés à la langue d'oïl, dont le messin dans le pays de Metz et le vosgien dans le sud-est du département
- La Moselle germanophone[N 3], dans laquelle on parle un ensemble de dialectes germaniques rattachés au haut allemand : 
  - Le francique lorrain, comprenant trois dialectes du moyen-allemand occidental qui sont le francique luxembourgeois à l'ouest, le francique mosellan au centre et le francique rhénan à l'est du département
  - Le bas-alémanique, un dialecte de l'allemand supérieur qui est usité dans une petite partie du sud-est du département

## Histoire
D'après les travaux d'Alain Simmer, qui reprennent en partie ceux de Hans Witte (de), cette frontière linguistique est très ancienne ; ses racines remonteraient à l'époque de l'Empire romain avant les grandes invasions du Ve siècle. Selon M. Martino, la frontière linguistique est « mise en place » au Ve siècle.
Avant l'avènement de l'Empire romain, le territoire qui deviendra la Moselle était déjà habité depuis près de cinq siècles par les Celtes médiomatriques qui parlaient au minimum le gaulois. M. Raepsaet suppose que, à l'arrivée de César, les Trévires et les Médiomatriques parlaient possiblement le « vieux teuton » et que la langue gauloise ne fut importée chez ces peuples qu'après leur destruction presque complète et leur remplacement par des colonies.
D'après Laurent Martino, les dialectes franciques du département mosellan ont pour origine les Francs et leur langue installés en Lorraine à la suite des grandes invasions. Selon Alain Simmer, les divers dialectes de la partie germanophone de la Moselle sont issus des parlers celto-germaniques de la Gaule belgique et non de la langue de l'envahisseur Franc. Sachant que, dans le reste de la France, les Francs n'ont pas imposé leur langue aux Gallo-romains, fait qui s'expliquerait par le faible nombre des conquérants francs par rapport aux Gallo-romains.
Concernant cette époque, Augustin Calmet fait la remarque suivante : « Le Pays de Trèves, comme plus voisin de l'Allemagne, a toujours conservé ; au moins parmi le peuple et à la campagne, la langue allemande. Ceux de Metz, de Toul et de Verdun ont imité le reste de la France, où s'est formée une langue particulière, composée d'un latin corrompu et de quelques mélanges de langue franque ou tudesque. ».
Cette frontière linguistique était fixée à un moment donné entre Puttigny et Vannecourt.
Paul Levy dans "Histoire linguistique d'Alsace et de Lorraine" associe le tracé le plus récent de cette frontière aux points fortifiés de la route Metz-Strasbourg. Effectivement, on remarque que cette frontière au nord de Metz coïncide avec celle du comté de Luxembourg, Metz et ses environs restant plus en relation administrative, militaire et économique avec le monde roman (garnisons d'expression romane). Paul Levy écrit "la propagation d'une langue appartient (..) au domaine de la colonisation intérieure", bien loin de l'idée d'une frontière linguistique résultant directement des "grandes invasions". En fait, cette frontière, s'est déplacée d'ouest en est au fil des siècles, sous la poussée romane, surtout une poussée militaire et administrative se traduisant par l'installation de personnels et de leur famille de langue romane. Ce n'est pas l'idée d'envahisseurs germaniques qui auraient importé leur langue jusqu'à cette frontière mais, au contraire, celle d'une avancée romane qui aurait sans cesse repoussé cette frontière.

### XIesiècle
Vers l'an 1000, la frontière suivait une ligne Rédange, Moyeuvre, Vigy, Many, Mulcey, Réchicourt-le-Château, Turquestein-Blancrupt, avant de longer la crête des Vosges jusqu'au sud de l'Alsace.

### XVIesiècle
À la fin du XVIe siècle, d'après Hans Witte (de), la frontière linguistique passait par : Hussigny, Thil, Tiercelet, Brehain-la-Ville, Boulange, Fontoy, Lommerange, Hagondange, Luttange, Hessange, Saint-Hubert, Marcourt, Chémery, Brulange, Château-Bréhain, Dalhain, Haboudange, Hampont, Donnelay, Maizières-lès-Vic, Hellocourt, Ibigny, Hattigny, Saint-Quirin, Turquestein.

### XVIIesiècle

La frontière linguistique en Moselle aux environs de l'an 1630.

Stable jusqu'alors, différents événements vont désormais modifier l'usage des langues et le tracé de la frontière.
D'abord la guerre de Trente Ans (surtout dans le Sud-Est du département et à l'Ouest de Thionville), car la région est tellement dévastée en 1648 qu'il faut faire appel à des colons, notamment picards et savoyards, pour repeupler la région, en particulier le secteur de Dieuze. Mais il est également important de noter par ailleurs que de très nombreux colons d’origines germaniques diverses et notamment des régions de montagne où la terre cultivable était insuffisante (Suisse alémanique, Tyrol, Bavière, Bataves, etc.) sont venus s’implanter dans les régions germanophones de la Moselle, et se sont parfaitement intégrés dans la mesure où leurs langues ou dialectes d'origine, n’étaient pas très éloignés de la langue francique lorraine. Après cette guerre, Les localités de Rédange, Russange et Nondkeil devinrent quasiment des enclaves linguistiques.	
En 1685, une ordonnance de Louis XIV n'autorise que le français pour les actes officiels, mais elle ne peut plus être appliquée après le retour du duc Léopold sur ses terres lorraines.

### XVIIIesiècle
La frontière linguistique marquait autrefois la limite entre le bailliage de Nancy et le bailliage d'Allemagne du duché de Lorraine jusqu'à la réforme territoriale de 1751. Sous le règne de Stanislas, beau-père de Louis XV, l'intendant Antoine-Martin Chaumont de La Galaizière promulgue un texte qui impose le français dans les actes officiels en Lorraine. Sachant qu'en Lorraine allemande, jusqu'en 1748, les délibérations officielles s'y faisaient en allemand, l'instruction s'y donnait en allemand, la justice s'y rendait aussi en allemand dans toutes les instances.
La Révolution française, divisée à ses débuts (voir les cahiers de doléance de Forbach), impose l'usage du français après la prise de pouvoir des jacobins. En 1790, plusieurs communes du District de Longwy étaient toujours germanophones d'après une citation lors de débats sur les futures limites départementales : « Une partie considérable des paysans et des communautés entières des districts de Thionville et de Longwy ne parlent qu'allemand et on ne pense pas à proposer de les retirer du département de Metz ».

### XIXesiècle

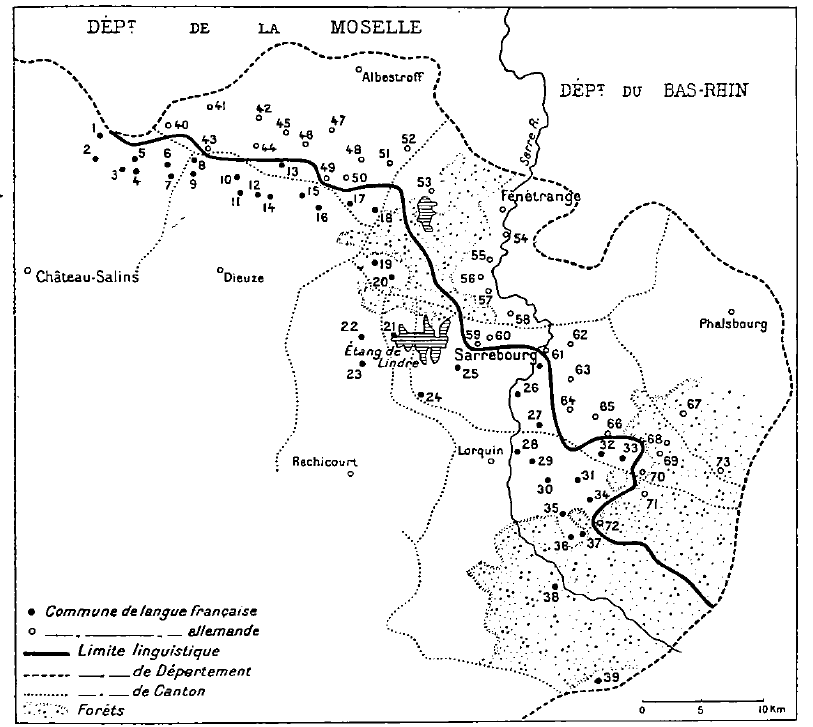
La frontière linguistique de la Meurthe au début du XIXe siècle.

Napoléon III prend des mesures radicales pour faire progresser le français au détriment du francique (politique scolaire en particulier). Les épidémies de choléra du XIXe siècle auraient fait reculer légèrement la frontière linguistique dans l' arrondissement de Thionville. 
En 1843, les communes suivantes sont signalées comme bilingues : Albestroff, Marimont-lès-Bénestroff, Bénestroff, Guinzeling, Nébing, Vahl-lès-Bénestroff, Lostroff.
Dans son dictionnaire topographique du département rédigé en 1868, concernant donc la Moselle dans ses anciennes frontières, Ernest de Bouteiller indique que la frontière linguistique commence à Mont-Saint-Martin et qu'elle suit une ligne jusqu'à Uckange, puis d'Uckange à Grostenquin.
Prosper de Haulleville, qui se base sur trois sources allemandes,,, dit en 1870 que la ligne de démarcation entre les communes de langue allemande et les communes de langue française est indiquée par « une bande de territoire qu'on peut appeler mixte », parce qu'elle est à cette époque entièrement francisée. Elle commence en Moselle près de Longwy et de Hussigny, passe à Audun-le-Tiche et Ottange, laisse Havange à droite pour suivre la route de Fontoy qui va à Hayange et à Uckange puis, entre Uckange et Volmerange-lès-Boulay, la frontière linguistique forme un arc de cercle dont Bettelainville est le sommet. Elle suit la vallée de la Nied de Volmerange-lès-Boulay jusqu'à Faulquemont, pour atteindre la limite du département de la Meurthe près de Grostenquin, Landroff, ou Bérig. Dans le département de la Meurthe, la frontière linguistique part de la source de la Sarre entre la Sarre rouge et la Sarre blanche près de Saint-Quirin, passe à Niderhoff, Lorquin, Ibigny, Azoudange, Languimberg, Bisping, Lostroff, Bourgaltroff et atteint près de Rodalbe la limite du département de la Moselle.
Des travaux de 1881 observent une progression de la zone romane sur deux secteurs : le premier entre Hayange et Vigy, où il y a une avancée vers le nord de quelques kilomètres ; le second dans le Saulnois, de Dieuze à Albestroff et de Réchicourt-le-Château à Sarrebourg, vers le nord-est sur 15-20 km[réf. nécessaire].
En 1887, les localités du département qui sont situées sur la frontière linguistique sont les suivantes :
Zone germanophone
Rédange, Russange, puis remontant sur la frontière luxembourgeoise jusqu'à l'ouest de Volmerange-les-Mines, Nondkeil, Rochonvillers, Angevillers, Algrange, Volkrange, Veymerange, Terwen, à travers Florange, à travers Suzange et Serémange-Erzange, à travers Uckange, Bertrange, Guénange, Volstroff, Luttange, Hombourg-Budange, à travers Ébersviller, Piblange, Drogny, Bockange, Rurange-lès-Mégange, Mégange, Guinkirchen, Brecklange, Volmerange-lès-Boulay, Loutremange, Helstroff,  Brouck, Bannay, Morlange, Marange-Zondrange, Fouligny, Guinglange, Elvange, Créhange, Mainvillers, Faulquemont, Adelange, Eincheville, Viller, Harprich, Morhange, Racrange, Rodalbe, Bermering, Virming, Neufvillage, Léning, à travers Albestroff, Givrycourt, Munster, Lhor, Loudrefing, Mittersheim, Berthelming, Saint-Jean-de-Bassel, Gosselming, Haut-Clocher, Langatte, Sarrebourg, Buhl-Lorraine, Schneckenbusch, Brouderdorff, Plaine-de-Walsch, Hartzviller, Troisfontaines, Walscheid, Eigenthal, Thomasthal, Soldatenthal.
Zone francophone
Audun-le-Tiche, Ottange, Bure, Tressange, Havange, Fontoy, Nilvange, Knutange,  Marspich, Hayange, à travers Florange, Suzange et Serémange-Erzange, Rémelange, Fameck, à travers Uckange, Richemont, Bousse, Rurange-lès-Thionville, Montrequienne, Mancy, Altroff, Aboncourt, Saint-Bernard, Villers-Bettnach, Burtoncourt, Nidange, Épange, Hinckange, Northen, Condé, Varize, Vaudoncourt, Bionville-sur-Nied, Raville, Servigny-lès-Raville, Hémilly, Arriance, Many, Thonville, Suisse, Landroff, Baronville, Rhode, Pévange, Zarbeling, Lidrezing, Bénestroff, Vahl-lès-Bénestroff, Montdidier, à travers Albestroff, Torcheville, Guinzeling, Lostroff, Cutting, Rorbach-lès-Dieuze, Angviller-lès-Bisping, Bisping, Desseling, Fribourg, Rhodes, Kerprich-aux-Bois, Bébing, Imling, Hesse, Nitting, Voyer, Abreschviller, Lettenbach, Saint-Quirin, Turquestein-Blancrupt.

### XXeetXXIesiècles
Le recul prend une ampleur décisive, lorsqu'après la Seconde Guerre mondiale, le francique est teinté d'une connotation péjorative en raison de sa parenté avec l'allemand. D'après l'INSEE, l'usage du francique aurait beaucoup régressé depuis quelques décennies et ne se maintiendrait que près de la frontière politique.
D'après l'association CBL-ZuZ, au début des années 2010, les derniers dialectophones habitant sur le long de la frontière linguistique sont pour un certain nombre très âgés.
En 2016, il persiste encore des particularismes assez forts liés au bilinguisme sur certaines parties du Sud-Est du département, pouvant limiter certaines coopérations intercommunales.
On peut noter trois changements récents ou assez récents :

1 Le recul de la grande industrie d'après guerre (HBL), dirigée depuis Paris, encadrée par des cadres francophones et accompagnée d'une immigration française nivelant le parler local  et l'attraction de l'Allemagne, en termes d'emplois renforce considérablement les chances de la langue allemande dans la région, tandis que dans le reste de la France, l'Allemand devient une langue rare (en 2020).

2 Le Land de Sarre a opté récemment pour le bilinguisme (franco-allemand) systématique de sa population. En même temps, les religions catholique-lorraine et protestante-sarroise n'ont plus la prégnance de jadis qui limitait les croisements.

3 Il semble que très récemment (en 2020) le gouvernement français soit devenu plus souple[réf. nécessaire] sur la question des langues régionales.